# Brest, Ig
Brest je naselje v Občini Ig. Obcestno naselje na jugovzhodnem delu Ljubljanskega barja, ki leži ob cesti Ig-Podpeč, na meji med prodnimi nanosi Iške in težkimi barjanskimi tlemi. V vasi se odcepita cesti proti Mateni in Strahomeru. Na peščeni prsti južno od vasi so njive, na barjanski črnici severno pa mokrotni travniki. Kraj se prvič omenja leta 1330. Cerkev sv. Andreja je z začetka 17. stoletja. Malo pozneje so južno od naselja postavili grad Brest z okroglima vogalnima stolpoma. Večina zaposlenih krajanov dela v Ljubljani, s katero je naselje povezano z rednimi avtobusnimi linijami.